# Покровська церква (Красилівка)
Покровська церква — православний храм та пам'ятка архітектури місцевого значення у Красилівці.

## Історія
Розпорядженням Чернігівської обласної державної адміністрації від 27.01.2000 № 37 надано статус «пам'ятник архітектури місцевого значення» з охоронним № 87-Чг під назвою «Покровська церква». Встановлено інформаційну дошку.

## Опис
Покровська церква — рідкісний на Чернігівщині приклад псевдоросійського стилю. Побудована 1894 року коштом сім'ї Кулішів на місці дерев'яної церкви, побудованої, за переказами, за участю Стефана Яворського.
Кам'яна, неоштукатурена, шестистовпова, одноголова, хрестово-купольна церква, подовжена по осі захід-схід. Зі сходу до центрального об'єму (нефу) примикає округла апсида. Храм був увінчаний шатром із ліхтариком на вісімці (не зберігся), зараз — маленьким куполом на глухому восьмигранному барабані. Із заходу з'єднується з двоярусною дзвіницею — восьмерик на четверику, увінчаний наметом. На 1-му ярусі розташований головний вхід, другий ярус і намет — не збереглися. Оскільки не збереглися (були зруйновані) оригінальні намети над нефом та дзвіницею, храм перекритий двосхилим дахом. З півночі та півдня до дзвіниці (ліворуч і праворуч від головного входу) примикають укриті наметами тамбури-ганку, до яких ведуть сходи (збереглися лише стіни).
У декорі фасадів використано орнаментальну цегляну кладку. В інтер'єрі збереглися залишки розпису у вівтарній частині та підписано портрети засновників на верхніх площинах пілонів.

## Галерея

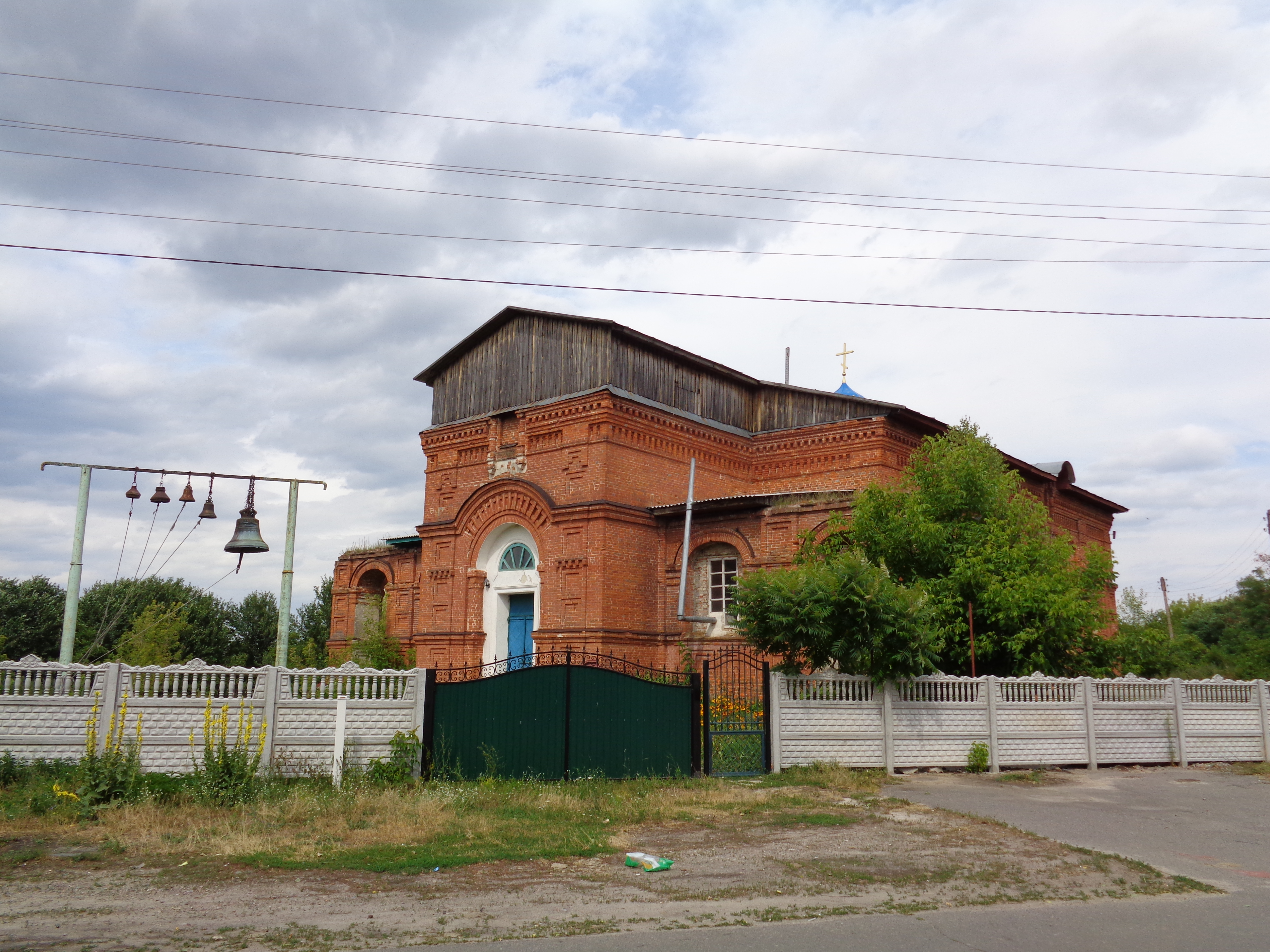
загальний вигляд храму
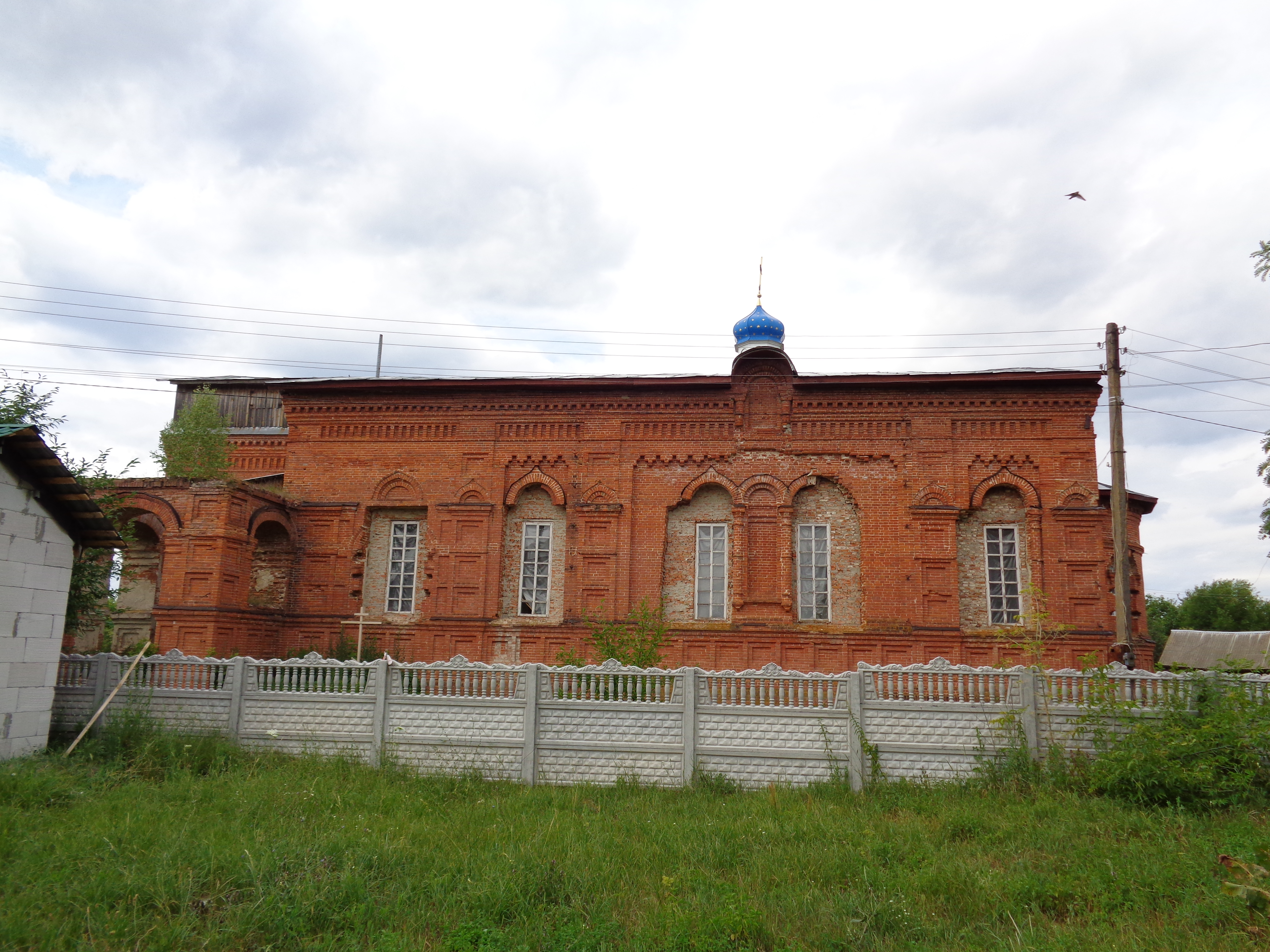
південна сторона храму
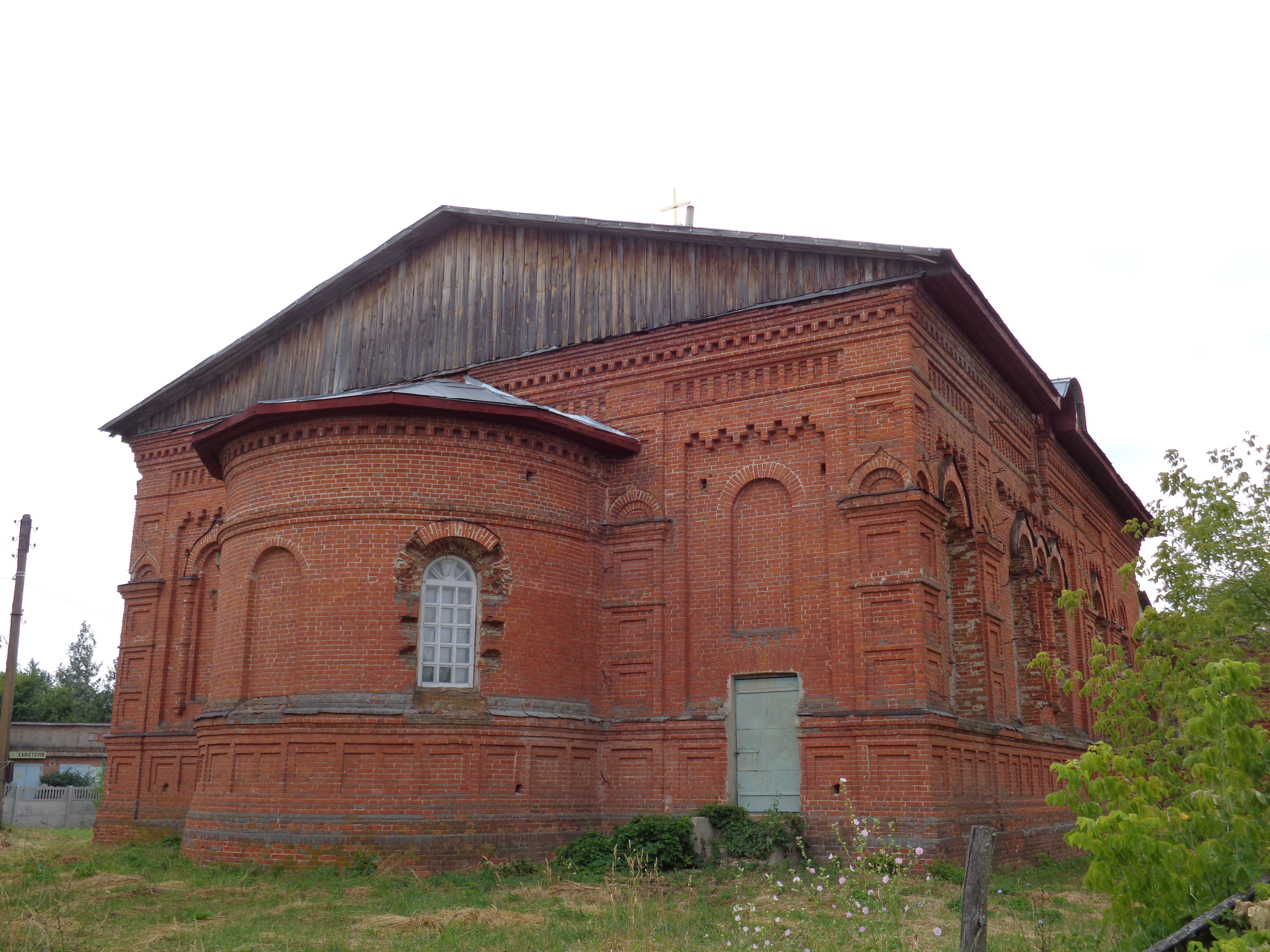
апсида
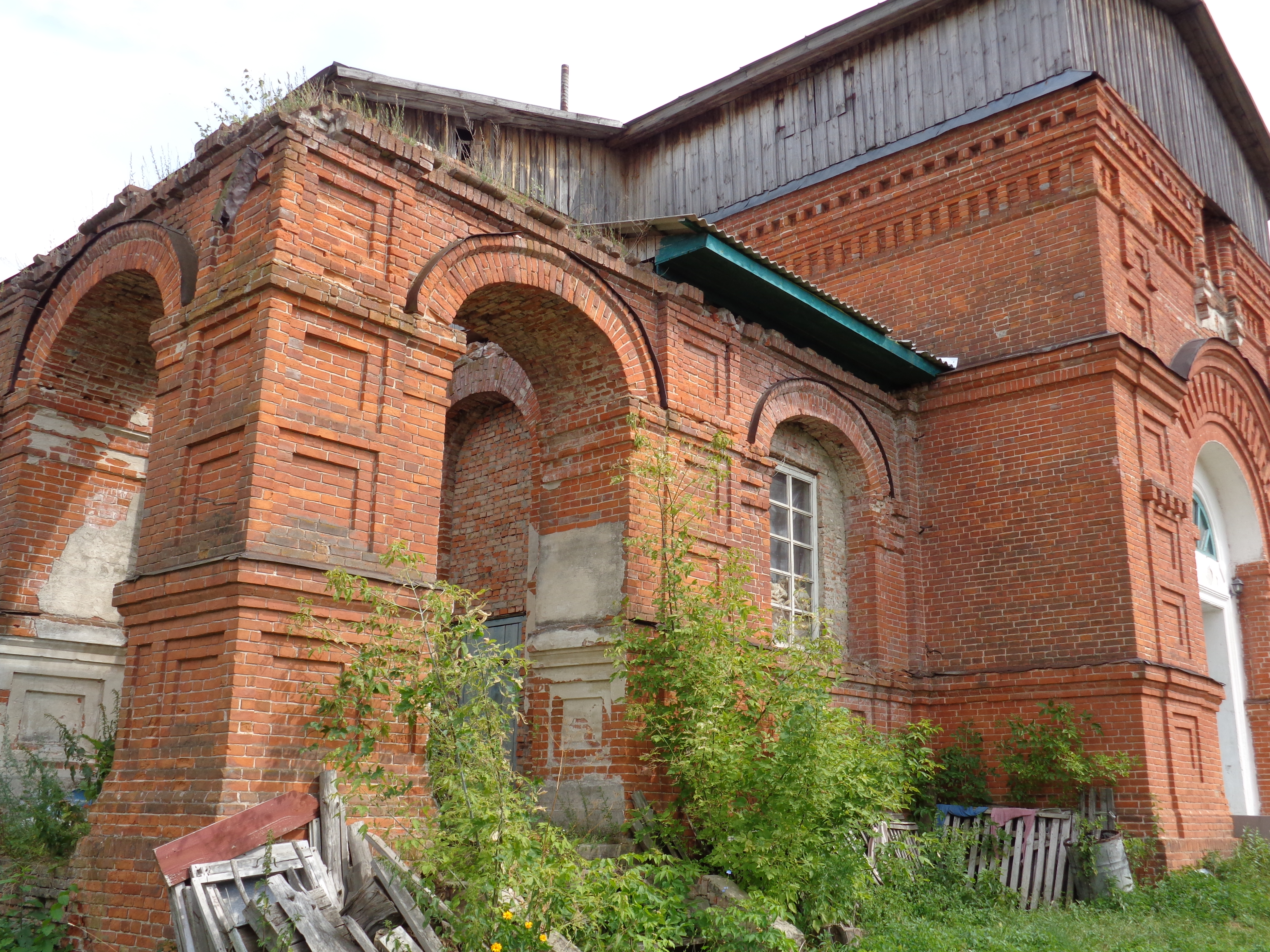
північний тамбур-ганок